# Turquie aux Jeux olympiques d'été de 1936
La Turquie aux Jeux olympiques participe aux Jeux olympiques d’été pour la cinquième fois de son histoire olympique. Représentée par un contingent de quarante-six athlètes, elle remporte deux médailles (1 en or et 1 en bronze), en Lutte. 

## Tous les médaillés turques
| Médaille           | Nom           | Sport | Épreuve                                |
| ------------------ | ------------- | ----- | -------------------------------------- |
| Médaille d'or      | Yaşar Erkan   | Lutte | Gréco-romaine, Poids plume, 56 - 61 kg |
| Médaille de bronze | Ahmet Kireççi | Lutte | Lutte libre, Poids moyens, 72 - 79 kg  |

## Sources
- (fr) Turquie sur le site du Comité international olympique
- (en) Bilan sportif complet sur le site olympedia.org